# Enériz
Enériz (o Eneritz in basco) è un comune spagnolo di 215 abitanti situato nella comunità autonoma della Navarra.